# ミラージュ4000 (戦闘機)
ミラージュ4000
ミラージュ4000
- 用途：試作戦闘機
- 製造者：ダッソー社
- 初飛行：1979年3月9日
- 生産数：1機
- 原型機：ミラージュ2000

ミラージュ4000（Mirage 4000）は、ダッソー社が開発した試作戦闘機。シュペルミラージュ4000（Super Mirage 4000）と呼称されることもある。

## 概要
NATO4ヶ国共通戦闘機においてミラージュF1がアメリカのF-16に敗れた事で、小型戦闘機市場で後手に回ってしまったダッソーは、同じ小型戦闘機として開発していたミラージュ2000を大型化した『マキシ・ミラージュ（通称マミ）』と呼ばれる機体を自費で開発し、大型戦闘機市場に参入しようとした。F-15やF-14がセールス上のライバルと目された開発当初から、高性能だが高価になる機体とされていたという。完成した機体はミラージュ4000（Mirage 4000）と命名された。
ミラージュ2000を基本にエンジンが双発になり、バブルキャノピー (Bubble canopy) やカナード翼を採用していた。あるいは1970年代に開発されながら結局は中断された双発可変翼戦闘機であるミラージュGを、カナードつきデルタ翼形式に改めた機体ともいえる。機体規模はミラージュ2000との比較で空虚重量にして74%大きくなり、ハードポイントは11ヶ所に増えた。最大のライバルとされた空軍機F-15との比較では、機体重量は同程度だがエンジン出力では下回っている。F-14との比較では、アフターバーナー出力を除くエンジン性能ではほぼ同程度ながら、可変翼機ゆえに重量過大ぎみであったF-14の2/3程度の機体重量に収まった。一方で本機は、ミラージュ2000と同様にフライ・バイ・ワイヤを採用したCCV設計の機体であり、その点においては旧来設計のF-14・F-15に対して明白なアドバンテージがあった。高い基本性能に加えて最新技術を積極的に取り入れた大型戦闘機は世界でも前例がなかったため、自国軍の制式採用や輸出にも有利になるかと思われた。
ミラージュ2000の初飛行から1年後にあたる1979年3月9日に、試作機は初飛行を達成した。しかしフランス空軍は大型・双発の戦闘機は過大な戦力であるとして、当機には最初から興味を示さなかった。フランス軍においては、もとのミラージュ2000の量産および配備が急がれたという事情もある。
したがって、本機はあくまで輸出市場が目的であり、当初からサウジアラビアへの輸出を念頭に置いていたともされる。また、初飛行前からイランとイラクが関心を持ち、特にイラクはイランが保有するF-14への対抗上、開発資金も提供していた。しかし本国での採用計画がないうえにコストがあまりにも大きいため、カタログスペック上では優秀であっても実績のない高額な機体を採用する国は現れなかった。イラン・イラク戦争の勃発によりイラクも開発計画から手を引き、サウジアラビアも結局はF-15を採用（ダッソー社のスポークスマンによれば、アメリカから取引を中断するよう圧力を受けていたという）している。そもそも当時は、F-14もアメリカ以外に1ヶ国（イラン）、F-15は3ヶ国（サウジアラビア、イスラエル、日本）しか輸出実績はなく、このように高性能だが高コストな大型機の市場規模自体が、産油国や先進国などといった富裕国においても限られたものであったといえる。
こうした理由から、本機そのものは試作のみに終わったが、その後はラファールの開発支援用途に用いられて1988年1月8日まで飛行し、得られたデータが大いに貢献した。1995年にはパリ郊外のル・ブルジェ航空宇宙博物館に保存されることとなり、2002年から同博物館にて展示されている。

## 要目
- 全長：18.7m
- 全幅：12.0m
- 全高：5.8m
- 空虚重量：13,000kg
- 最大搭載量：8,000kg
- エンジン：SNECMA M53-2 ターボファンエンジン（A/B推力83kN）×2基
- 最大速度：2,445km/h
- 実用上昇限度：20,000m
- 戦闘行動半径：2,000km
- 固定武装：DEFA 30mm機関砲2門
- レーダー：シラノ500